# Lixi, Chongqing
Lixi (kinesiska: 李溪) är en köping i sydvästra Kina. Den ligger i häradet Youyang i storstadsområdet Chongqing,  omkring 230 kilometer sydost om det centrala stadsdistriktet Yuzhong. Antalet invånare är 24 429. Befolkningen består av 11 903 kvinnor och 12 526 män. Barn under 15 år utgör 30 %, vuxna 15-64 år 58 %, och äldre över 65 år 11,0 %.